# 오십이위
52위(五十二位)는 대승불교에서 보살 즉 대승불교의 수행자의 수행계위를 52가지로 나눈 것으로, 10신(十信) · 10주(十住) · 10행(十行) · 10회향(十廻向) · 10지(十地) · 등각(等覺) · 묘각(妙覺)을 말한다.
대승불교의 경전과 논서에서는 보살 수행계위의 수와 명칭에 차이가 있으므로, 이런 점에서 52위는 여러 보살 수행계위 체계들 가운데 하나이다. 대승불교 경전과 논서들 가운데 《보살영락본업경》에 52가지 계위들의 그룹 구분과 수와 순서 그리고 각 계위의 명칭과 그 의미가 잘 정리되어 있어서, 전통적으로 대승불교권에서 널리 받아들여 통용하고 있다.
한편, 《보살영락본업경》에 기술된 그대로의 52위의 명칭은 10심(十心) · 10주(十住) · 10행(十行) · 10향(十向) · 10지(十地) · 무구지(無垢地) · 묘각지(妙覺地)이다. 그리고 무구지는 동일 경전의 다른 곳에서 입법계심(入法界心)이라고도 하고 있으며, 묘각지는 적멸심묘각지(寂滅心妙覺地)라고도 하고 있다. 적멸심묘각지는 줄여서 적멸심(寂滅心)이라고도 한다.
52위에서 10심 즉 10신을 제외한 나머지 42위를 42현성(四十二賢聖) · 본업영락(本業瓔珞) · 영락본업(瓔珞本業) 또는 간단히 줄여서 본업(本業)이라 하는데, 본업영락 · 영락본업 또는 본업은 《화엄경》 계통의 용어로 《60권 화엄경》에서 설하는 10주(十住) · 10행(十行) · 10회향(十廻向) · 10지(十地) · 등각(等覺)의 41위를 기반으로 한 것이다. 이러한 이유로 52위를 나열할 때, 전통적으로, 《보살영락본업경》에 나타난 계위의 수와 순서는 그대로 사용하지만 이들 가운데 41위의 명칭은 십회향(十廻向) · 등각(等覺) 등의 경우처럼 《화엄경》의 41위에 나타난 명칭을 사용하여 나열한다. 이것은 《화엄경》이 훨씬 더 권위가 있는 경전이기 때문일 것이다.

## 보살 수행계위와 52위
대승불교의 모든 경전과 논서에서 보살 수행계위의 수와 명칭이 일치하는 것은 이니어서 여러 가지가 있는데, 그 수가 적은 것에서 많은 것 순서로 나열하면 다음 목록의 수행계위 등이 있다. 이들 가운데 《보살영락본업경》에서 10신(十信) · 10주(十住) · 10행(十行) · 10회향(十廻向) · 10지(十地) · 등각(等覺) · 묘각(妙覺)의 52위의 명칭과 뜻을 잘 정리하고 있어서, 전통적으로 대승불교권에서 널리 받아들여 통용하고 있다.
- 《대일경》에서 설하는 10주(十住)의 10가지 계위[位]
- 《대일경》에서 설하는 10지(十地)의 10가지 계위[位]
- 《승천왕반야경》에서 설하는 10지(十地)의 10가지 계위[位]
- 《대지도론》에서 설하는 3승공10지(三乘共十地)의 10가지 계위[位]
- 《금광명경》에서 설하는 10지(十地) · 묘각(妙覺)의 11위
- 《화엄경》에서 설하는 10주(十住) · 10행(十行) · 10회향(十廻向) · 10지(十地) · 등각(等覺)의 41위[17]
- 법상종의 개조인 규기가 세운 10주(十住) · 10행(十行) · 10회향(十廻向) · 10지(十地) · 묘각(妙覺)의 41위[17][18]
- 《대지도론》에서 설하는 42자문(四十二字門)의 42가지 계위[位]
- 천태종의 제2조인 혜사가 42자문(四十二字門)을 배대시켜 세운 10주(十住) · 10행(十行) · 10회향(十廻向) · 10지(十地) · 등각(等覺) · 묘각(妙覺)의 42위
- 화엄종을 크게 일으킨 법장이 《화엄경탐현기》에서 세운 10신(十信) · 10해(十解) · 10행(十行) · 10회향(十廻向) · 10지(十地) · 불지(佛地)의 51위[19][20]
- 《인왕경》에서 설하는 10신(十信) · 10주(十住) · 10행(十行) · 10회향(十廻向) · 10지(十地) · 묘각(妙覺)의 51위[17]
- 《보살영락본업경》에서 설하는 10신(十信) · 10주(十住) · 10행(十行) · 10회향(十廻向) · 10지(十地) · 등각(等覺) · 묘각(妙覺)의 52위
- 법상종의 원측이 세운 10신(十信) · 10주(十住) · 10행(十行) · 10회향(十廻向) · 10지(十地) · 등각(等覺) · 묘각(妙覺)의 52위
- 《수능엄경》에서 설하는 간혜지(乾慧地) · 10신(十信) · 10주(十住) · 10행(十行) · 10회향(十廻向) · 4가행(四加行) · 10지(十地) · 등각(等覺) · 묘각(妙覺)의 57위

## 참고 문헌
- 곽철환 (2003). 《시공 불교사전》. 시공사 / 네이버 지식백과. |title=에 외부 링크가 있음 (도움말)
- 법장 술, 노혜남 번역 (K.1513, T.1733). 《화엄경탐현기》. 한글대장경 검색시스템 - 전자불전연구소 / 동국역경원. K.1513(47-458), T.1733(35-107). |title=에 외부 링크가 있음 (도움말)
- 운허.  동국역경원 편집, 편집. 《불교 사전》. |title=에 외부 링크가 있음 (도움말)
- 축불념 한역, 노혜능 번역 (K.530, T.1485). 《보살영락본업경》. 한글대장경 검색시스템 - 전자불전연구소 / 동국역경원. K.530(14-374), T.1485(24-1010). |title=에 외부 링크가 있음 (도움말)
- (중국어) 법장 술 (T.1733). 《화엄경탐현기(華嚴經探玄記)》. 대정신수대장경. T35, No. 1733, CBETA. |title=에 외부 링크가 있음 (도움말)
- (중국어) 佛門網. 《佛學辭典(불학사전)》. |title=에 외부 링크가 있음 (도움말)
- (중국어) 星雲. 《佛光大辭典(불광대사전)》 3판. |title=에 외부 링크가 있음 (도움말)
- (중국어) 축불념 한역 (T.1485). 《보살영락본업경(菩薩瓔珞本業經)》. 대정신수대장경. T24, No. 1485, CBETA. |title=에 외부 링크가 있음 (도움말)